# Jörg Meuthen
Jörg Meuthen (nacido el 29 de junio de 1961 en Essen, Alemania Occidental)  es un economista y político alemán que fue copresidente del partido Alternativa para Alemania (AfD) desde julio de 2015 hasta enero de 2022, primero junto a Frauke Petry, luego junto a Alexander Gauland y después junto con Tino Chrupalla. Es profesor de economía política y finanzas en la Academia de Kehl. Desde 2022 hasta 2023 fue miembro del Partido de Centro, y desde 2024 forma parte de la Unión de los Valores.
Inicialmente cercano al Partido Democrático Libre (FDP), se unió a la AfD por sus posiciones euroescépticas. Dentro de su partido, encarna la corriente más favorable al liberalismo económico. También adopta posiciones nacional-conservadoras y una retórica considerada xenófoba contra los inmigrantes y los musulmanes.
Meuthen fue el candidato de la AfD en las elecciones al Parlamento de Baden-Württemberg de 2016 y ganó un escaño en el Parlamento Regional de Baden-Württemberg, donde se desempeñó además como líder parlamentario.
Fue el cabeza de lista de la AfD para las elecciones al Parlamento Europeo de 2019, siendo elegido como eurodiputado. Es miembro del grupo parlamentario Identidad y Democracia.
Aunque sostiene que "la AfD debe ser un partido burgués con una razón burguesa y una apariencia de seriedad ", fue fuertemente cuestionado en 2020 por la facción nacionalista del partido conocida como "Der Flügel", de la que hizo excluir a uno de los dirigentes por su pasado neonazi, hasta el punto de que se planteó la hipótesis de una escisión. Se le acusa de querer, con la excusa de pulir la imagen de la AfD, hacer valer sus ambiciones personales y obtener el puesto de cabeza de lista y, por tanto, de candidato a la cancillería de la AfD para las elecciones al Bundestag. Fue abucheado en el congreso del partido en noviembre de 2020, y luego fue objeto de una moción de censura que recibió el 47% de los votos.
El 28 de enero de 2022 Meuthen dejó su puesto como presidente y la militancia en la AfD por el progresivo extremismo del partido.
El 10 de junio del mismo año anunció su incorporación al Partido de Centro. Renunció a este partido en 2023, En 2024, Meuthen se unió al nuevo partido Unión de los Valores.